# ALLSTARS CLUB
ALLSTARS CLUB（オールスターズクラブ）は、2021年7月に設立された会員制オンラインクラブ。
ANOTHER DISCOVERY株式会社が企画・運営を行う。

## 概要
2021年7月、イニエスタにゆかりのある、サッカー選手たちがプロジェクトに参加し、オンライントークや、会員限定サービス、スポーツの知⾒をビジネスに応⽤するセミナーやオールスターズクラブのアスリートと⼀緒に参加するリアルイベントなど、多彩なコンテンツによって⽇々の⽣活、ビジネス、教育などに役⽴つヒントを提供し、⼈の成⻑の道標となる「オンラインクラブ」という新しい概念を提案するとして設立。
有料の会員プランは月額980円のレギュラー会員プラン、月額4980円のプレミアム会員プラン、月額9800円のゴールド会員プランの3つのプランが用意された。
2022年3月には会員プランの変更が行われ、無料会員プランと月額9800円のゴールド会員プランの2つのプランに変更された。

## ALLSTARS CLUBのサービス
1. スポーツ選手直筆サイングッズの販売
2. スポーツビジネスニュースの配信
3. 限定オンライン・リアルイベントの実施
4. レアル・マドリードTVの日本独占配信
5. アトレティコ・パソ　クラブ運営への参加
6. Eラーニングの配信